# ヨシフ・ウンシュリフト

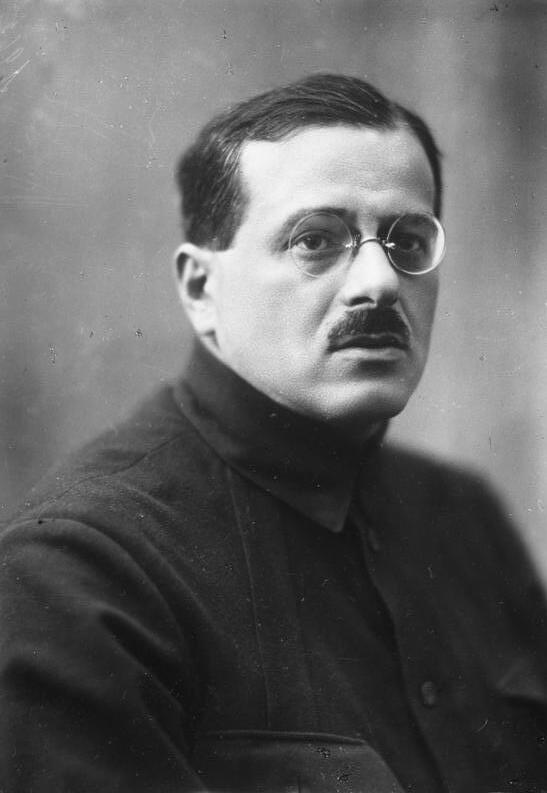
ヨシフ・ウンシュリフト（1930年）

ヨシフ・スタニスラヴォヴィチ・ウンシュリフト（ロシア語: Ио́сиф Станисла́вович У́ншлихт、1879年12月19日 - 1938年7月29日）は、ポーランド、ソ連共産党の活動家、官僚。チェーカー創設者の1人で、偽情報の流布を専門とするソ連偽情報局を創設した。ユダヤ人で元の名はユゼフ・ウンシュリフト（Józef Unszlicht）。

## 生涯
ロシア帝国プロツク県ムラヴァ市（現ポーランドマゾフシェ県ミヤヴァ）出身。ワルシャワで電気技師の教育を受ける。1900年からポーランド・リトアニア王国社会民主党員。1906年、ロシア社会民主労働党に入党。1907年、ロシア社会民主労働党第5回大会代表。1907年～1911年、ポーランド・リトアニア王国社会民主党総会ワルシャワ州ロジンスキー管区委員会委員。
1917年の二月革命後、ロシア社会民主労働党のイルクーツク執行委員会で働く。同年4月からペトログラード会議議員、ロシア社会民主労働党（ボリシェヴィキ）第6回大会代表。十月革命時、ペトログラード軍事革命委員会委員、後に内務人民委員部（NKVD）参事。
1919年、リトアニア・白ロシア・ソビエト社会主義共和国軍事問題人民委員。同年4月～12月、第16軍革命軍事会議議員、同年12月～1921年4月、西部戦線革命軍事会議議員。1920年、臨時ポーランド革命委員会委員を兼任。
1921年～1923年、チェーカー副議長。彼の提案により、偽情報の流布を専門とするソ連偽情報局が創設された。1923年～1925年、ソ連革命軍事会議議員、労農赤軍補給部長。1925年～1930年、ソ連革命軍事会議副議長、副軍事・海事人民委員。1927年からソ連防衛・航空・化学建設協力会副議長を兼任。1930年～1933年、最高国民経済会議副議長。1933年～1935年、民間航空総局長。1935年からソ連中央執行委員会連邦会議書記。
大粛清においては当初、第一回モスクワ裁判で粛清を指示する立場にあったが（死刑判決の出た被告達の助命嘆願を拒否せよ、という命令書を出している）、ゲンリフ・ヤゴーダがスターリンの信任を失ったのに伴い、ヤゴーダ派とみなされたウンシュリフトも1937年6月に逮捕され、1938年7月29日に銃殺された。1956年、名誉回復。

## 人物
第9回、第10回、第12回、第14～第17回全連邦共産党大会代表。1924年から監査委員会委員。1925年から全連邦共産党（ボリシェヴィキ党）中央委員会委員候補。全ロシアとソ連の中央執行委員会委員。赤旗勲章を受章。